# Henri Auguste Delannoy
Pour les articles homonymes, voir Delannoy.
Henri Auguste Delannoy (né le 28 septembre 1833 à Bourbonne-les-Bains, dans la Haute-Marne, et décédé le 5 février 1915 à Guéret, dans la Creuse) est un mathématicien et historien français. Il est connu, en mathématiques, pour les nombres de Delannoy et comme coéditeur des œuvres posthumes d'Édouard Lucas.

## Biographie
Henri Delannoy est fils d'un officier comptable en fonction à Guéret comme secrétaire du sous-intendant de la place de Guéret. Delannoy fait ses études secondaires à Guéret, puis prépare le concours de l’École polytechnique à l'Institution Sainte-Barbe. Il est reçu en 1853 à l'École polytechnique. Delannoy fait carrière dans l'administration militaire comme intendant. Il sert dans l'artillerie pendant la deuxième guerre d'indépendance italienne en 1859, devient capitaine en 1863. Il passe de l'artillerie à l'intendance, il sert en Afrique, dirige un hôpital militaire en Algérie, participe à la guerre de 1870 et devient enfin un intendant à Orléans avant de prendre sa retraite en 1889.
Mathématicien amateur, ses travaux concernent les carrés magiques, la combinatoire et les probabilités discrètes. Il a principalement étudié l'emploi des échiquiers arithmétiques de formes variées pour résoudre des problèmes variés de probabilité comme le problème du scrutin. Deux suites de nombres portent son nom. À partir de 1879, Delannoy entretient une correspondance avec Édouard Lucas dont il devint l'ami. Édouard Lucas le met en relation avec d'autres mathématiciens, et Delannoy a une activité mathématique suivie depuis 1881. En 1882, M. Delannoy, alors sous-intendant militaire, est présenté par Lucas et Laisant à la Société mathématique de France, et il est coopté à la séance du premier décembre 1882.
Il participe activement à la publication des œuvres posthumes de Lucas. 
À partir de 1896, Delannoy est président de la Société d'Archéologie et des Sciences de la Creuse. Il abandonne alors les mathématiques pour se consacrer à l'histoire locale creusoise et limousine jusqu’à sa mort. Il était aussi intéressé par la criminologie.

### Article lié
- Nombre de Delannoy